# Racconto di guerra
Racconto di guerra è un cortometraggio del 2003, diretto dal regista Mario Amura. La sceneggiatura, ispirata ai fumetti di Danijel Žeželj, è stata scritta dallo stesso Amura con lo scrittore Riccardo Brun.  Il cortometraggio è stato presentato al Festival internazionale del cinema di Berlino del 2003 e al Festival international du court métrage de Clermont-Ferrand e ha vinto il David di Donatello 2003

## Trama
In una Sarajevo sconvolta dalla guerra, un gruppo di paramilitari utilizza i bambini che non hanno più casa né famiglia per saccheggiare gli edifici appena bombardati. In cambio li lasciano abitare la vecchia fabbrica. In cambio non li uccidono. 
I bambini riproducono, nelle loro spedizioni, dinamiche agonistiche. Per loro è una specie di gioco, di sfida. Sono mossi dal potere degli adulti ma trovano gratificazione nella sfida e nell'assolvimento del compito. Vanja è uno di questi ragazzini. Lui non riesce a entrare nella logica di questa vita gestita da altri, non riesce a non pensare che c'è un'altra vita, altre possibilità. Non si ribella, non fugge, perché non saprebbe dove andare. Segue il gruppo, ma come una nota stonata, come un monito, come un'anomalia. I ragazzi al ritorno da ogni spedizione consegnano ognuno quello che ha rubato. Vanja ha sempre meno roba degli altri. Per questo non è accettato dai compagni ed è maltrattato dai paramilitari.
Le altre possibilità sono rappresentate, per Vanja, da una ragazzina. Si chiama Lara, è sola come lui, come lui non partecipa al senso di questa realtà spogliata d'amore. Come lui cerca un'altra possibilità, un'altra vita. Sono uno il rifugio dell'altra. 
Lei rischierà la vita per lui, per regalargli una medaglia.

## Riconoscimenti
- 2003 - David di Donatello
  - David di Donatello per il miglior cortometraggio